# Pistolet maszynowy KB-S Elf
Elf – ukraiński pistolet maszynowy skonstruowany w biurze konstrukcyjnym KB-S w latach 90. XX wieku.

## Historia
Zbudowano prototypy kalibru 9 × 19 mm Parabellum i 9 × 18 mm Makarowa.
Nieprodukowany seryjnie.